# Bistrica, Čaška
Bistrica (makedonska: Бистрица) är en ort i Nordmakedonien. Den ligger i den centrala delen av landet, 40 kilometer söder om huvudstaden Skopje. Bistrica ligger 652 meter över havet och antalet invånare är 330.